# 莲山双林禅寺

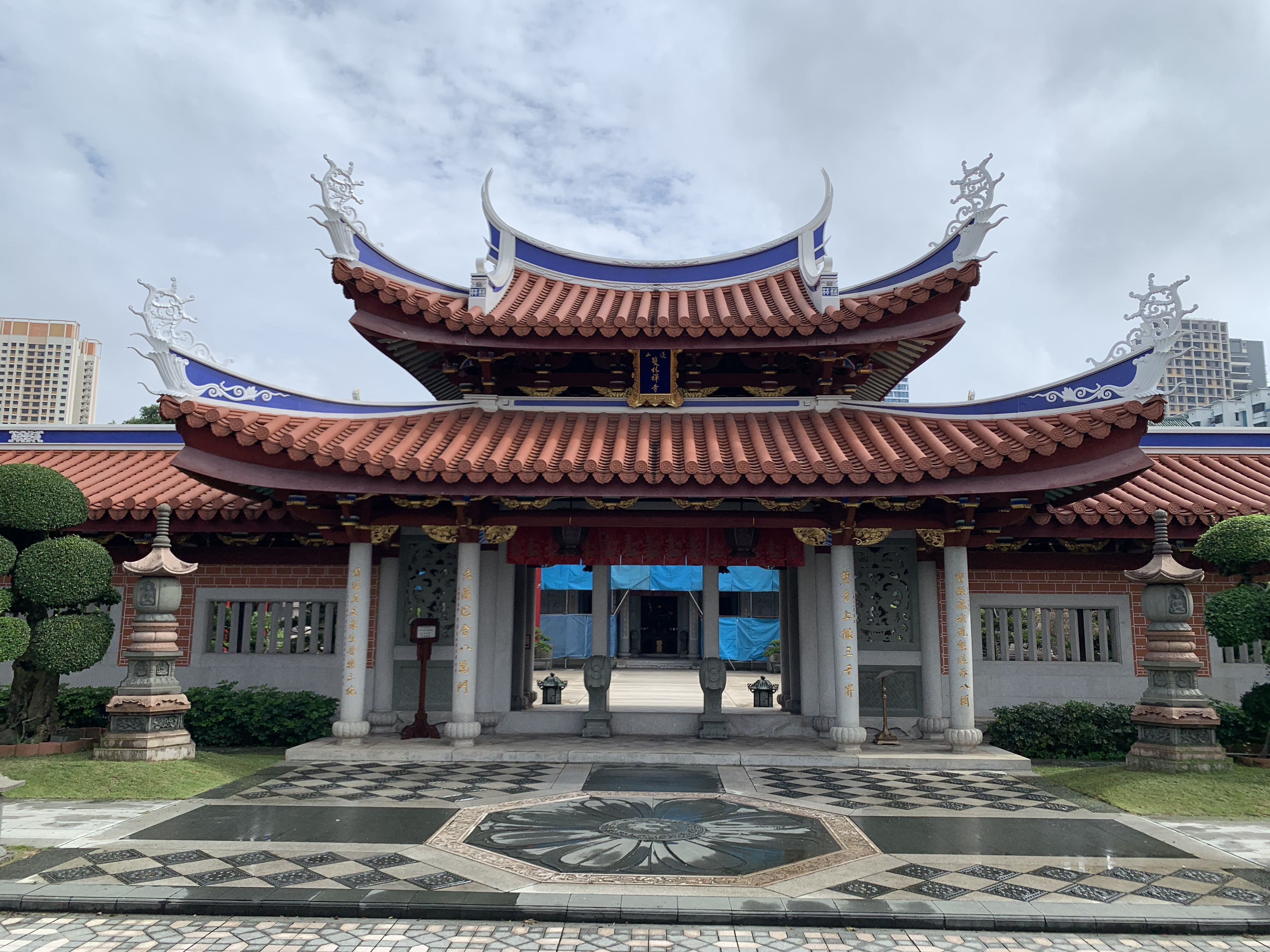
双林寺山門

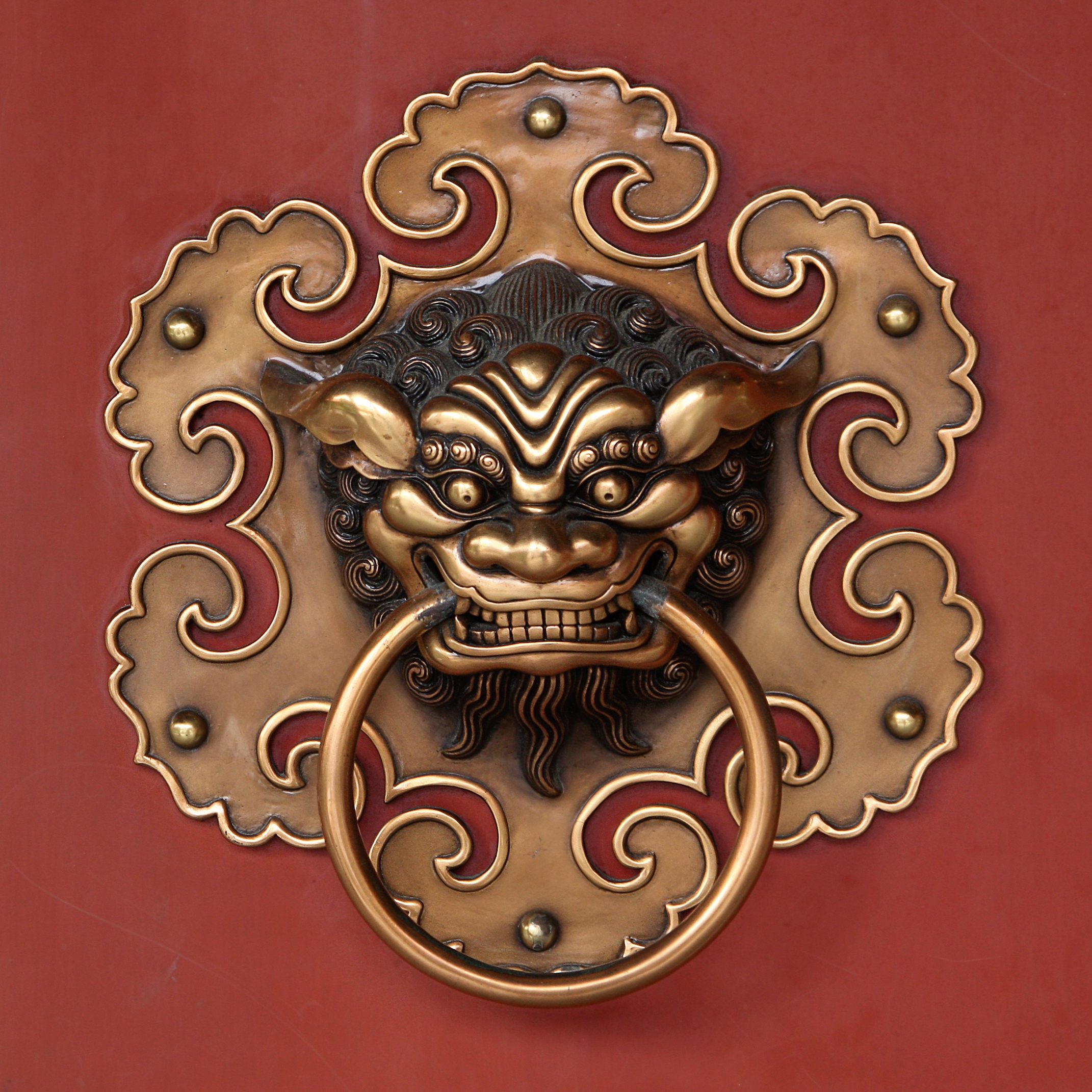
新加坡莲山双林禅寺的龙形门环

莲山双林禅寺又称双林寺，创建于1898年，是新加坡國家古蹟之一。

## 概况
双林寺是为纪念佛陀释迦牟尼的佛诞和佛滅而建。以“双林”代表大乘涅槃之“常乐我净”，以“莲山”表示僧伽丛集如林，值得世人推崇瞻望。
双林寺具有浓厚的闽南式传统建筑风格，初建时按古庙的禅宗丛林布局，后修复为完整的佛教丛林建筑，有牌楼、照壁、半月池、山门、天王殿、大雄宝殿、法堂、龙光宝塔。寺前照壁上题有“南无观世音菩萨”七个楷书贴金字，由前中国佛教协会会长赵朴初题写。